# Смоляне (Запорізький район)
Смоляне́ — село в Україні, в Запорізькому районі Запорізької області. Входить до складу Біленьківської сільської громади. Населення становить 152 осіб.

## Географія

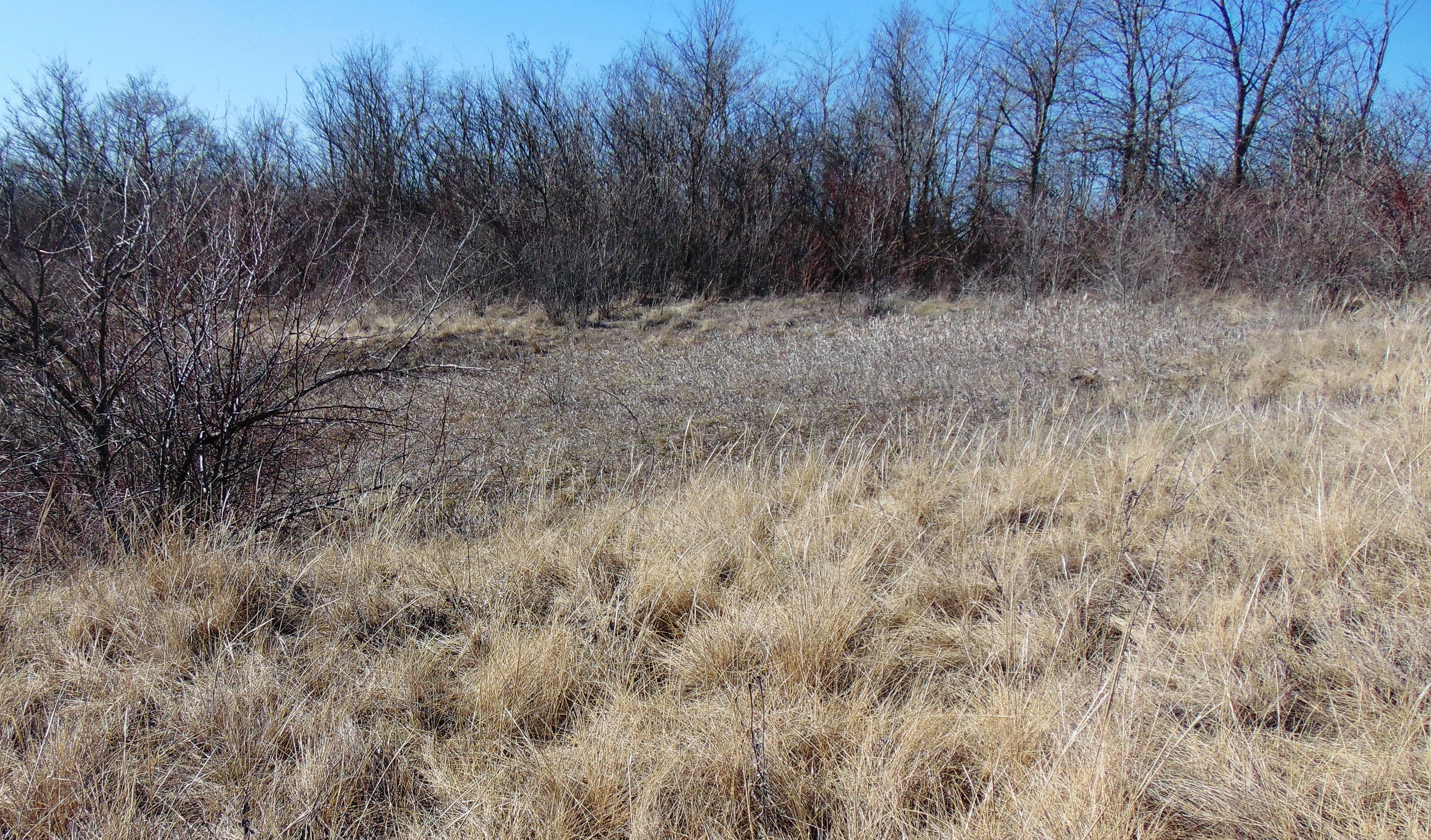
Ландшафтний заказник «Урочище Олень»

Село Смоляне розташоване у верхів'ях річки Нижня Хортиця, вище за течією на відстані 1,5 км розташоване село Запорізька Балка (Нікопольський район). Річка в цьому місці пересихає, на ній зроблена загата.
За східною околицею села, нижче за течією р. Нижня Хортиця, у 1984 р. створено ентомологічний заказник «Урочище Олень».  У заказнику зростають 7 видів рослин, занесених до Червоної книги України та 6 видів, занесених до Червоного списку рослин Запорізької області. Крім того, на території заказника зареєстровано 6 раритетних видів тварин.

## Історія
За царату село називалося Шенеберг і було німецькою колонією в складі Хортицької волості. Станом на 1886 рік населення в селі складало 405 мешканців, налічувалося 56 двори, школа, магазин.
До 2016 року орган місцевого самоврядування — Біленьківська сільська рада.